# Pygostrangalia semilateralis
Pygostrangalia semilateralis là một loài bọ cánh cứng trong họ Cerambycidae.